# Hochgeschwindigkeitsstrecke Ankara–Konya
| |                      |                       |                       |
| Streckenlänge: | 306 km               |                       |                       |
| Spurweite: | 1435 mm (Normalspur) |                       |                       |
| Stromsystem: | 25 kV / 50 Hz ~      |                       |                       |
| Maximale Neigung: | 16 ‰                 |                       |                       |
| Minimaler Radius: | 6500 m               |                       |                       |
| Streckengeschwindigkeit: | 250 km/h             |                       |                       |
| |                      |                       |                       |
| \| \| \| von Sivas \| \| \| \| 0 \| Ankara \| Ankara \| \| \| \| Anatolische Eisenbahn \| \| \| \| 24 \| Sincan \| Sincan \| \| \| 39 \| Esenkent \| Esenkent \| \| \| \| \| \| \| \| 93 \| Polatlı \| Polatlı \| \| \| \| Anatolische Eisenbahn \| \| \| \| 306 \| Konya \| Konya \| \| \| \| nach Karaman \| \| |                      |                       |                       |
| Strecke (außer Betrieb) |                      | von Sivas             | von Sivas             |
| Kopfbahnhof Strecke bis hier außer Betrieb | 0                    | Ankara                | Ankara                |
| Abzweig geradeaus und nach links |                      | Anatolische Eisenbahn | Anatolische Eisenbahn |
| Blockstelle | 24                   | Sincan                | Sincan                |
| Blockstelle | 39                   | Esenkent              | Esenkent              |
| Strecke |                      |                       |                       |
| Blockstelle | 93                   | Polatlı               | Polatlı               |
| Abzweig geradeaus und nach links |                      | Anatolische Eisenbahn | Anatolische Eisenbahn |
| Kopfbahnhof Strecke ab hier außer Betrieb | 306                  | Konya                 | Konya                 |
| Strecke (außer Betrieb) |                      | nach Karaman          | nach Karaman          |

Die Hochgeschwindigkeitsstrecke Ankara–Konya ist eine Neubaustrecke der Türkiye Cumhuriyeti Devlet Demiryolları (TCDD), die zwischen der Hauptstadt der Türkei und dem Industriezentrum Konya verläuft und Ende 2010 eröffnet wurde. Der kommerzielle Betrieb wurde am 24. August 2011 aufgenommen.

## Geschichte

### Ausgangslage
Ankara und Konya waren die beiden Zielpunkte der Anatolischen Eisenbahn, die, von Istanbul-Haydarpaşa kommend, beide Städte mit einem Y-förmigen Netz verbindet. Das führte dazu, dass Bahnreisende bis zur Inbetriebnahme der Neubaustrecke Anfang 2011 zwischen Ankara und Konya über den Verzweigungspunkt Eskişehir fahren mussten, ein großer Umweg. So betrug die Entfernung zwischen Ankara und Konya per Bahn 687 km, aber nur 258 km auf der Straße. Die Eisenbahnfahrt dauerte 10 ½ Stunden.

### Inbetriebnahme
Die Neubaustrecke zwischen Ankara und Konya wurde am 17. Dezember 2010 eröffnet. Sie verkürzte die Entfernung auf der Schiene zwischen den beiden Städten auf 306 km. Die Aufnahme des Betriebs erfolgte am 24. August 2011.

### Unfälle
Am Morgen des 13. Dezember 2018 ereignete sich der Eisenbahnunfall von Marşandiz im Bereich der gleichnamigen Station der S-Bahn von Ankara, als ein Hochgeschwindigkeitszug und eine Elektrolokomotive frontal zusammen stießen. Neun Menschen starben dabei.

## Streckenbeschreibung

### Verlauf
Westlich von Polatlı zweigt die Strecke in einem Gleisdreieck von der Hochgeschwindigkeitsstrecke Ankara–Istanbul  ab und führt auf nahezu kürzestem Weg südwärts durch die Anatolische Hochebene bis Konya. Zwischen Ankara und Polatlı (93 km) fahren die Züge auf der Hochgeschwindigkeitsstrecke Ankara–Istanbul.

### Geschwindigkeit und Sicherungstechnik
Die Neubaustrecke zwischen Ankara und Konya wurde von der TCDD für eine Höchstgeschwindigkeit von 250 km/h trassiert und mit ETCS Level 1 ausgestattet.

## Fahrzeugeinsatz und Verkehr
Ab der Betriebsaufnahme 2011 wurden zehn Hochgeschwindigkeitszüge der Baureihe HT65000 des spanischen Herstellers CAF eingesetzt. Die planmäßige Fahrzeit beträgt 90 Minuten. In der Zukunft soll die Fahrzeit nochmals um 15 Minuten auf 75 Minuten reduziert werden. Da aber keine neuen Fahrzeuge beschafft wurden, konnten zunächst nur vier Zugpaare pro Tag angeboten werden, was der Nachfrage in keiner Weise gerecht wurde.
Am 23. Mai 2015 wurde der erste Hochgeschwindigkeitszug Velaro TR zwischen Ankara und Konya eingesetzt und verkehrt sechsmal täglich zwischen Ankara und Konya. Weitere 16 Züge dieser Bauart sollen folgen.